# Paul Mariner
Paul Mariner (født 22. maj 1953 i Farnworth, England, død 9. juli 2021) var en engelsk fodboldspiller, der spillede som angriber. Han var på klubplan primært tilknyttet Plymouth Arrgyle, Ipswich Town og Arsenal. Med Ipswich var han med til at vinde både FA Cuppen og UEFA Cuppen.
Mariner blev desuden noteret for 35 kampe og 13 scoringer for Englands landshold. Han repræsenterede sit land ved EM i 1980 og VM i 1982.
Fra 2009 til 2010 var Mariner manager for sin første klub som aktiv, Plymouth Argyle.

## Titler
FA Cup
- 1978 med Ipswich Town

UEFA Cup
- 1981 med Ipswich Town